# Yoshi's New Island
Yoshi's New Island (ヨッシー New アイランド, Yosshī Nyū Airando) és un videojoc de plataformes per a la Nintendo 3DS de la sèrie Yoshi, desenvolupat per Arzest i que va publicar Nintendo en format físic i a la Nintendo eShop el 14 de març de 2014 a Amèrica del Nord, Amèrica del Sud i a Europa, el 15 de març a Australàsia i el 24 de juliol al Japó. A l'Orient Mitjà i a l'Àsia Sud-oriental el videojoc va sortir el mateix moment que a Amèrica del Nord, per la divisió de Nintendo del territori Active Boeki. El 4 de desembre va sortir a Corea del Sud.
Serà el tretzè títol d'aquesta sèrie i el cinquè en una portàtil, ja que serà la seqüela de Super Mario World 2: Yoshi's Island, llançat el 1996 per a la Super Nintendo Entertainment System, i de Yoshi's Island DS, llançat el 2006 per a la Nintendo DS, l'aleshores última entrega de la sèrie. Va estar anunciat en un Nintendo Direct especial el 17 d'abril de 2013 anomenat "Nintendo 3DS Direct", però es van ensenyar més imatges, logotip i detalls al Nintendo Direct @E3 2013.
L'ACB li va posar un G de General, amb un nivell de violència baix, amb efectes inapreciables. Està qualificat amb la E d'"Everyone" (per a totes les edats) de part de la ESRB, amb la descripció de "Mild Cartoon Violence" ("violència de dibuixos animats").

## Jugabilitat
Es veu que, en gràfics i jugabilitat, el joc s'assemblarà molt en Super Mario World 2: Yoshi's Island i Yoshi's Island DS, dels quals és seqüela, amb un mode d'un sol jugador. Independentment del color, tots els Yoshi poden saltar sobre les plataformes, trepitjant fort els enemics i empassant-se'ls i convertint-los en ous. Tornaran elements com el Flutter Jump, que permet aguantar-se a l'aire durant poc temps, el Ground Pound (cop de cul a terra) i ítems originaris com la Flor i les Estrelles (amb 20 Red Coins, 5 Flowers i 30 Stars es completa al 100% el nivell -per a cada flor, es pot aconseguir una medalla al final, i amb 30 medalles, s'hi pot anar a un nivell bonus, per aconseguir 1-ups), el Bonus de final de nivell, Shy Guys de diversos tipus, etc.
Els Mega Eggdozers (antigament anomenat Mega Egg/Mega Ou) són uns ous enormes que pot aconseguir en Yoshi empassant-se enemics enormes com un Shy Guy gegant i que com els ous normals podrà llençar amb el Tirador d'Ous, que permetrà al jugador destrossar canyeries i travessar obstacles, amb mesurador de danys que compensaran al jugador. Amb el giroscopi de la consola, es podrà controlar millor el Tirador d'Ous. Amb l'ajuda d'Eggdozers de metall (ou gegant de metall), en Yoshi pot explorar els territoris secrets sota el mar, en els quals els seus salts són més volàtils i que permetin el personatge per assolir noves àrees. Els ítems Flutter Wings són un parell d'ales que donen Yoshi el poder de volar sense parar a través de fases, però tot i així, és possible morir.
Una altra característica present en el videojoc és que hi ha uns prismàtics voladors, que permeten tenir una vista privilegiada de l'etapa, amb l'ús del giroscopi. A més, s'han revelat fins a dues transformacions del Yoshi: la transformació en carret de mina, en Helicòpter, en Trepant, en submarí, en globus aerostàtic i en trineu, que es poden controlar amb el giroscopi, i fins i tot pot tornar-se un canó destructor. Es pot aconseguir més temps per a seguir amb la transformació (ja que és de temps limitat) amb uns rellotges. Yoshi pot arribar a ser invencible amb una Estrella, guanyant la capacitat de caminar a través de parets i sostres, així com amb el bebè a Super Mario World 2: Yoshi's Island.
Els mons han estat pensats per a semblar pintats amb oli, pintura a la cera i aquarel·la. Existeixen nivells de cap; per exemple, en Kamek al primer món i un fesol transformat en una planta carnívora en el món 2.
Existeix el mode multijugador, que és possible ser jugat per fins a dues persones cooperatiu o competitiu a través de Download Play (almenys una persona ha de tenir el joc), o Multi-Card Play (totes les persones han de tenir el cartutx). Sis minijocs diferents estaran disponibles en el mode: Eggy Pop (l'objectiu del qual és llençar ous a rebentar tots els globus com sigui possible) i Flutter Finish (l'objectiu del qual és mantenir els Yoshis flotant tot el temps possible per recollir monedes que sorgeixen en el camí) són dos dels minijocs jugables. Yoshi's New Island aparentment no és compatible amb la funcionalitat StreetPass, però és possible enviar dades des d'un joc de Nintendo.

## Argument
Immediatament després dels fets de Super Mario World 2: Yoshi's Island (Super Nintendo Entertainment System, 1992), era una tranquil·la nit estrellada i una cigonya molt treballadora portava Baby Mario i Baby Luigi als seus pares. Però va topar amb la casa equivocada: "No estem esperant cap bebè", va dir la parella, mentre que augmenta els nadons en l'aire. Després de passar per aquesta frustració, la pobra cigonya encara estaria subjecte a un sobtat atac de Kamek i els seus ajudants Toadies, que va avançar contra l'ocell indefens i es van endur Baby Luigi. Mentrestant, Baby Mario va caure fins a Egg Island, una illa flotant amb encant que serveix com una segona llar per a l'espècie Yoshi.
Aquesta tranquil·la illa s'ha vist amenaçada per Baby Bowser, que pretén convertir col·locar en un centre de vacances d'èpica, de manera que existeix el pànic dels dinosaures que l'habiten, que no saben exactament on es troba el seu castell per donar-li una bona lliçó. Quan el Baby Mario cau a l'illa, aviat comença a buscar el seu germà, arran del que sembla una forta comunicació telepàtica fraternal. Els Yoshis llavors decideixen ajudar al petit per trobar al seu germà, i així s'embarquen en una de les més emocionants, adorables, i també perilloses aventures de tots els temps.

## Desenvolupament
| Productor          | Takashi Tezuka                                             |
| Director           | Masahide Kobayashi                                         |
| Programador        | Yuki Hatakeyama                                            |
| Artista            | Masamichi Harada                                           |
| Compositor         | Kazumi Totaka Masayoshi Ishi                               |
| Funció desconeguda | Nobuo Matsumiya Yuya Saito Kenta Usui Toyokazu Nonaka etc. |

El logotip del videojoc. En l'E3 2013 es va anunciar un logotip discretament diferent a l'actual, on no se li marcava tant la forma de dibuix del logotip del Nintendo Direct del desembre de 2013.

El videojoc va estar anunciat en un Nintendo Direct especial el 17 d'abril de 2013 anomenat "Nintendo 3DS Direct" amb el nom de Yoshi's Island per a la Nintendo 3DS.
L'11 de juny de 2013, juntament amb la publicació d'un tràiler i de la pàgina d'informació de l'E3 2013 de Nintendo, va rebre el nom de Yoshi's New Island juntament amb imatges, detalls i data: 2014.
Yoshi's New Island va assistir en l'esdeveniment alemany Gamescom i Nintendomination ha gravat un vídeo de cinc minuts en alta qualitat sobre els primers nivells del videojoc. Aquest vídeo ha mostrat la interfície del videojoc i la pantalla principal.
El 14 de desembre de 2013, l'Australian Classification Board (el govern australià) el va qualificar amb un G de General, amb un nivell de violència baix, amb efectes inapreciables.
En el Nintendo Direct del 18 de desembre de 2013, s'anuncia que Yoshi's New Island sortirà a la primavera de 2014 a Amèrica del Nord i a Europa i a l'estiu de 2014 al Japó. N'ha sortit un tràiler.
Mentre feia balanç del 2013, Nintendo va anunciar el 10 de gener de 2014 en un comunicat que el videojoc Yoshi's New Island sortirà el 14 de març de 2014 a Amèrica del Nord en format físic i digital. Així, el 14 de gener la botiga Best Buy revela la caràtula nord-americana del videojoc, on es mostren molts dels ítems clàssics de la sèrie i, a més, que tindrà la qualificació d'"Everyone" (per a totes les edats) de part de la ESRB i que tindrà funcions online.
El 23 de gener de 2014 Nintendo of Europe va revelar la caràtula europea i la data de llançament de la regió de 14 de gener de 2014 en el Twitter i en el lloc web oficials de cada país. En la caràtula europea, en la part inferior dreta s'hi indica: "Also for Nintendo 2DS" (també per a Nintendo 2DS).
Yoshi's New Island ha de sortir a Australàsia el 15 de gener de 2014, tal com afirma el lloc web oficial. El 25 de gener de 2014 Nintendo of America va ensenyar el tràiler "Is a Shell of a Time", que mostra noves característiques de la jugabilitat presents en Yoshi's New Island.
El 25 de gener de 2014, els llocs web Polygon, IGN i Nintendo World Report han revelat informació sobre el joc. A més, el lloc Nintendo Everything, ha revelat la història, la jugabilitat i alguns nivells: World 1-6: Bouncy Beanstalk Walk, World 2-7: Hidey-Hole Hooligans i World 4-1: Hop 'n' Pop Till You Drop.
L'11 de febrer de 2014, surt el lloc web beta nord-americà de Yoshi's New Island. El 13 de febrer de 2014, en un Nintendo Direct, s'anuncia el tràiler "Eggs-otic Locales", i el Yoshi Limited Edition 3DS XL Bundle, que va rumorejar la botiga Base el 8 de febrer.
A dues setmanes del llançament, Nintendo World Report i Polygon han revelat informació de la jugabilitat, de les transformacions i dels caps i del mode multijugador a partir d'una demostració facilitada.
Daan Koopman, responsable de canal NintenDaan de YouTube, va publicar no menys de tretze nous vídeos de joc que mostren les etapes inèdites de Yoshi's New Island. Cada vídeo té un minut i mig de llarg, i se n'ha creat una llista de reproducció per mostrar tots aquests escenaris: 1-1: Little Eggs, Big Eggs, 1-2: Chomp Rock 'n' Roll, 1-4: Fort Bucket Booby, 1-6: Bouncy Beanstalk Walk, 1-7: Ground Pound Rebound, 1-8: Big Beanie's Castle, 2-2: Inside the Outside, 2-3: See-Saw Scramble, 2-7: Hidey-Hole Hooligans, 3-1: Rise of the Nasty Nep-Enuts, 3-3: Harry Hedgehog's Labyrinth, 4-1: Hop 'n' Pop Till You Drop i 5-1: Brave the Bumpty Blizzard. El lloc Destructoid revela noves imatges del joc. El títol de la notícia és "Meet Yoshi's New Island", same as the old island" ("coneix Yoshi's New Island, el mateix que l'antiga illa")
El dia 4 de març, GameXplain publica l'argument sencer en un vídeo.
En una entrevista amb el lloc web britànic Nintendo Life, Takashi Tezuka va parlar una mica sobre la relació entre el nou joc i amb Super Mario World 2: Yoshi's Island:
| «                                   | Volíem seguir les petjades de l'anterior títol i al mateix temps crear una nova illa de Yoshi per a l'actual generació, pel que era important que vam comprendre plenament el significat i el propòsit dels enemics i els recursos que tenia abans. Alguns ja les coneixien. Fem servir l'original com base per afegir nous elements. Per a Yoshi's New Island, volia fer un nou món que es mantingués i agradés com el de SNES. Vam fer això col·locant èmfasi en el sentiment d'un món dibuixat a mà, així com les parts que s'assemblen a pintures a oli, llapis de colors i aquarel·la. La implementació de l'efecte tridimensional de la consola va ser un procés llarg d'un costat a un altre abans que poguéssim crear un món amb un estil dibuixat a mà seria diferent de l'anterior títol. Requereix molt de temps retocant l'aspecte del joc, per assegurar-se que no hi hauria cap conflicte entre el fons i el pla principal de les etapes. No podríem haver-ho fet sense el dur treball del nostre equip de desenvolupament! Tot té un aspecte totalment natural, així que suposo que ha de ser difícil per a les persones que juguen realment estima tota la feina que es va trigar a fer que això passi. | » |
| — Takashi Tezuka, 5 de març de 2014 | |   |

Per a celebrar el llançament del joc a Europa, la botiga en línia de Nintendo Britànica anuncia el llançament d'un Yoshi Limited Edition 3DS XL amb el videojoc incorporat.
El lloc Nintendo World Report revela el nom de diversos desenvolupadors del joc, i el nom del director: Masahide Kobayashi. Nobuo Matsumiya, Yuya Saito, Kenta Usui i Toyokazu Nonaka són alguns d'ells. També surt un vídeo de part de GameXplain sobre el minijoc Flutter Finish.
A l'Orient Mitjà i a l'Àsia Sud-oriental el videojoc està confirmat per a sortir, per la divisió de Nintendo al territori, Active Boeki. El videojoc també va sortir a Amèrica del Sud el 14 de març, inclús en la Nintendo eShop.
El 25 de març, surt un tràiler britànic que mostra les noves característiques del joc.
El compositor del videojoc és Kazumi Totaka, ja que en la majoria de jocs en què ell va ser-ne el compositor n'apareix la cançó Totaka's Song, que va ser descoberta per un fan que s'anomena "El caçador d'ous de Pasqua".
Del 18 al 20 d'abril, tindrà lloc a la ciutat d'Anaheim, a Califòrnia, Estats Units d'Amèrica, l'edició 2014 de l'esdeveniment WonderCon, que reuneix els fanàtics dels còmics, ciència-ficció, pel·lícules i videojocs. Nintendo ha anunciat que participarà en aquest esdeveniment, amb cinc grans que poden ser gaudits pels participants en el seu estand: Mario Kart 8, Mario Golf: World Tour, Kirby: Triple Deluxe, Yoshi's New Island i Disney Magical World.
El joc va sortir el 24 de juliol al Japó. El 2 de juliol va sortir el tràiler de jugabilitat. El 9 de juliol van sortir dos comercials japonesos en què s'hi caracteritzen una veu infantil.
A l'Orient Mitjà i a l'Àsia Sud-oriental el videojoc va sortir el mateix moment que a Amèrica del Nord, per la divisió de Nintendo del territori Active Boeki. El 4 de desembre sortirà a Corea del Sud.
El joc va rellançar-se el 16 d'octubre de 2015 a Europa amb preus rebaixats sota la línia "Nintendo Selects".

## Recepció

### Crítica[38]
La crítica ha estat molt dividida amb Yoshi's New Island, ja que la mitjana a Metacritic és d'un 64, basada en 46 crítiques. La nota màxima va ser un 85 i la mínima, un 40. A GameRankings la mitjana és d'un 66,88%, basada en 25 revisions. Yoshi's New Island va rebre una crítica molt positiva de quatre crítics de la revista japonesa Famitsu: 8/9/8/8. Amb això, va guanyar mitjana de 33 punts, superant la mitjana de l'entrega anterior, Yoshi's Island DS (DS, 2006). També, Yoshi's New Island va ser el joc que té les millors qualificacions en l'últim número de la revista Famitsu, cosa que contribuirà a animar encara més als consumidors quan el joc arribi a les botigues al Japó el 24 de juliol.
José Otero d'IGN va elogiar el joc sòlid, però va criticar el joc per a la reutilització de les idees de l'original i la seva banda sonora, mentre que les seves noves idees no es destaquen. Va acabar amb "art inconsistent de Nova illa de Yoshi i tatxes-en les noves idees estan totes en capes a la part superior de la mateixa Platforming fort i el disseny de nivells que va fer el gran original.", Donant al joc un 7.9 de 10.
Polygon li va donar un 75, dient que "Yoshi's New Island em va conquistar, i em va mantenir fins i tot quan vaig començar a patir d'un toc de la fatiga de plataformes. El seu sentit de l'humor i la ratxa experimental a mantenir el joc fresc en tot, i permetre en Yoshi a estar al marge, fins i tot en una temporada plena de gent per les propietats bàsiques de Nintendo.".
MeriStation, amb un 70, explica que "Yoshi's New Island duu Baby Mario en el seu millor moment, prenent la fórmula de la vella escola a un nou nivell de la plataforma de jocs d'atzar. No serà un repte, però, per a aquells que es consideren a si mateixos com hardcore-gamers, ja que és bastant fàcil de superar la majoria dels caps finals que ens trobem des del principi fins al final de l'aventura."
GamesBeat, amb un 70: "No és tan bo com el joc original. És simplement sòlid, i també és evidència que Nintendo probablement hauria de deixar de tractar de recuperar els 19-anys, la màgia." 3DJuegos, amb la mateixa nota, diu: "L'esquena de Yoshi amb un videojoc encantador, però conservador. És simplement perfecte per als nous usuaris, i fins i tot nostàlgic si ets un jugador clàssic. Però li falta l'entusiasme que vam veure fa vint anys a l'illa de Yoshi." GameRevolution va dir amb un 70: "Dinosaures i nadons podrien no barrejar en la història, però en 3DS de fer molt bé junts."
GameInformer diu, amb un 70: "Han volgut un sòlid seguiment de l'illa de Yoshi durant anys, i aquest joc és el tercer d'una trilogia de seguiments que van des de mig al forn a decent. Tenint en compte el poc impressionat i apàtic que estava cap a la majoria de la nova illa de Yoshi, podria ser el moment per ser feliç amb els meus records de Super Nintendo a l'hora d'aquesta sèrie."
Destructoid diu, amb la mateixa nota: "Com vostè probablement pot dir del meu temps amb ella, Yoshi's New Island no és un "must have", però això no vol dir que sigui un mal joc. És en gran manera pels llibres basats en qualsevol norma gènere, i no hi ha gairebé res de nou que hauràs de córrer a l'experiència. Però tot i això, els fans del gènere seguiran desenterrar."
Vandal Online, amb un 68, argumenta que "es tracta de portar de tornada tot el que va fer el joc original una obra mestra, però no ho fa." Amb un 60, Cubed3 diu: "Encara que no és una paròdia en les apostes de la plataforma, per desgràcia Yoshi's New Island és força insípida i en cap part prop de la qualitat del joc de SNES [Super Mario World 2: Yoshi's Island], i probablement ni tan sols el més interessant del criticat Yoshi's Island DS." Digital Chumps, amb un 60: "Yoshi's New Island segueix una fórmula similar a remakes anteriors / reboots Nintendo però al final es queda curt de recrear la màgia que esperem dels videojocs de plataformes de Nintendo."
Amb un 60, DigitalSpy: "En aquest favor, és un joc ben dissenyat que està plena de secrets, objectes i habilitats. És que no és tan emocionant com alguns dels seus homòlegs de plataformes en 2D, o com innovadora, especialment en moments en què el gènere està passant per una mena de període de renaixement." Giant Bomb: "En la seva essència, Yoshi's New Island no és un mal joc." Nintendo World Report: "El joc no podria ser suficient per a algunes persones. Els nivells són fàcils, els caps són fàcils, i la dificultat massa fàcil i massa estàtica. Té esclats de creativitat i manté la competència, però l'illa de Yoshi mereix alguna cosa millor que la competència." EGM: "Pot dir New al títol, però no hi ha simplement suficient per emocionar a Yoshi's New Island. Els fans de l'original, probablement seran apagats per aquest recautxutat inferior i tot-massa-familiar."
GameSpot, amb la mateixa nota, explica que "Nintendo ha volgut explorar el passat com en Yoshi's Island DS, i encara que aquest tenia els seus propis problemes, també tenia una identitat. Mitjançant la introducció de nous nadons amb capacitats diferents, va proporcionar una seqüela divertida i impredictible a l'original de Super Nintendo. Yoshi's New Island no té identitat."
Edge carregar contra el joc, donant-li un 4 sobre 10, fortament criticant la dependència del joc en retrocés a Super Mario World 2: Yoshi's Island. Susan Arendt de Joystiq va donar al joc un 4 de 5 estrelles, elogiant el joc sòlid. GameXplain li va donar un 4 sobre 5 estrelles, dient que era més que el mateix, sinó que era una bona cosa, encara que afirma la banda sonora era sovint insatisfactòria.
Jim Sterling de The Escapist diu que el joc compta amb cert encant i sens dubte és inofensiu, no és només tan emocionant. Va elogiar el joc sòlid, però va criticar el tedi i dificultat. Ell li va donar al joc 3 de 5 estrelles. David Letcavage de NintendoLife li va donar al joc un 5 sobre 10. També va criticar el joc perquè no és necessàriament dolent, però potser és "avorrit" i "poc impressionant". Va afirmar que el joc és jugable, però sobretot de farciment.
EuroGamer, amb un 40, diu: "Pot semblar una mica com l'illa de Yoshi, a continuació, però és un joc pitjor en tots els aspectes. Torna 19 anys abans, amb el seu disseny ha estat desposseït de gairebé tot el que va fer gran: una sèrie, un cop fecundades d'idees està pagant en glòries passades."

### Prellançament japonès
En la llista setmanal del 8 de maig de 2014 que publica la revista Famitsu que mostra els videojocs més desitjats pels seus lectors, Yoshi's New Island s'hi afegeix amb 110 vots, i en la 29a posició. Mario Kart 8 apareix en 2a posició amb 614 vots, Super Smash Bros. for Nintendo 3DS apareix en 15è lloc amb 228 vots, i Super Smash Bros. for Wii U apareix en 18a posició amb 193 vots.
La publicació japonesa popular Famitsu va informar el 13 de juliol quins són els 30 videojocs més desitjats al Japó actualment d'acord amb una enquesta entre els seus lectors. Yoshi's New Island, que va sortir el 14 de març a Europa i el 24 de juliol sortirà al Japó, apareix en el vintè sisè lloc amb 151 vots. Va aparèixer al vintè lloc amb 199 vots en l'enquesta publicada el 20 de juliol de 2014.

### Màrqueting i mercaderia

#### Yoshi Limited Edition 3DS XL
El 8 de febrer de 2014, la botiga online europea Base revela en el seu catàleg un paquet amb la versió digital de Yoshi's New Island pre-instal·lat en la memòria d'una Nintendo 3DS XL. La imatge del paquet que va mostrar la botiga en qüestió ensenya una 3DS XL tota verda i negra adornada amb ous de Yoshi. Nintendo encara no s'ha manifestat sobre aquest tema, però l'anunci de la pre-venda diu que el paquet serà llançat el 14 de març de 2014, la mateixa data del llançament del joc a Amèrica i a Europa.
En el Nintendo Direct del 14 de febrer de 2014 es va confirmar oficialment, amb les mateixes dates i informació, excepte que la 3DS XL té en Yoshi dibuixat, i no ous.
Per celebrar el llançament del joc, la Nintendo britànica estan venent a la seva botiga en línia amb una edició especial de Nintendo 3DS XL Yoshi Special Edition, que inclou una còpia digital del joc i una font carregadora per a la consola.

#### Carpeta i set de marcapàgines
El Club Nintendo europeu, a data de 6 de maig, va afegir una carpeta i un set de marcapàgines tematitzat en Yoshi's New Island al seu catàleg d'estrelles, amb imatges que mostren en Yoshi i en Baby Mario en diferents artworks. Per només 1.000 estrelles, els fans d'en Yoshi reben un kit amb dues carpetes de cartró resistent que mesuren 24x30cm cada un, i dos punts de llibre que mesuren 5x15cm cadascun. Aneu-hi directe per veure'l al detall en espanyol i en anglès britànic per veure-hi, a més, imatges.

#### Samarreta temàtica
El Club Nintendo nord-americà està oferint una samarreta basada en Yoshi's New Island feta de 100% cotó i està disponible en mides Small (petit) i Large (gran) per 800 monedes cadascun. La camisa verda duu un dels millors oficials de l'aventura noves un artwork que mostra en Yoshi i un Mega Eggdozer -és a dir, un ou enorme capaç de destrossar el medi- sobre un nivell.

#### Motxilla en forma d'ou de Yoshi
Ha sortit un nou producte que Nintendo of Europe ha afegit al catàleg de Club Nintendo, que tracta sobre una motxilla en forma d'ou de Yoshi que es pot comprar per 6.500 estrelles. La motxilla està feta de niló resistent, i té molts detalls relacionats amb el personatge en el seu exterior, incloent en la cremallera. Amb unes dimensions de 42cm x 34.5cm x 15cm, la motxilla també compta amb un interior elàstic dels objectes de valor en una butxaca de la forma més segura.

#### Trencaclosques temàtic
La fabricant japonesa Ensky llançarà un trencaclosques temàtic amb Yoshi's New Island. La botiga internacional AmiAmi està prenent reserves del producte que arribarà a l'agost al Japó per 1,200 ¥. El panell complet (un cop muntat) mesura 26x38cm, però el paquet conté 108 peces.

#### Clauers temàtics
El fabricant Takara Tomy llançarà el novembre de 2014 a les màquines càpsula japoneses (gashapon) una col·lecció de clauers de Yoshi's New Island temàtiques de les transformacions d'en Yoshi: Yoshi Helicopter, Yoshi Jackhammer, Yoshi Submarine, Yoshi Bobsled i Yoshi Groc alat amb Baby Mario (falta Yoshi Hot-Air Balloon i Yoshi Minecart). Les miniatures són de clorur de polivinil, i cada mesura 3.8cm d'altura.

#### Mini-motxilla temàtica
L'agost es va afegir al catàleg de productes de la botiga online britànica de Nintendo una motxilla petita tematitzada amb en Yoshi, de color groc i verd, per 11,99 £. Fins al 24 d'agost, es pot aconseguir de franc si es compra Yoshi's New Island o el Yoshi Special Edition Bundle (que inclou la 3DS XL temàtica d'en Yoshi), més del joc preinstal·lat, en la botiga en línia de Nintendo al Regne Unit. Els compradors han d'ingressar el codi de promoció "YOSHIBAG3" (sense les cometes) en el moment de la compra per ser elegible per prendre la mini motxilla Yoshi de franc.

#### Peluix al Club Nintendo europeu
Al catàleg de recompenses del Club Nintendo europeu s'hi va afegir a principis de setembre de 2014 un peluix d'en Yoshi agafant una poma vermella i groga (en el joc "baies"). Per 5000 estrelles els membres del conegut programa de lleialtat poden aconseguir aquest coixí fet de polièster que mesura 19 centímetres d'alçada.

#### Prellançament
Després d'anunciar la data de llançament i la caràtula europea de Yoshi's New Island, Nintendo va donar a conèixer un regal que estarà disponible per a aquells que en reservin un exemplar del joc a través de les botigues GAME. Es tracta d'un kit d'ou de Yoshi, que pot desar almenys una targeta de joc de format 3DS, tal com mostren les imatges.

#### Altres
Nintendo of America ha crear el març de 2014 una àrea especial als Quijote Studios, a la ciutat West Hollywood, Estats Units, per promocionar el llançament de Yoshi's New Island, que surt el 14 de març.
Dissabte dia 15 de març Nintendo va promoure l'alliberament del joc als Estats Units a la seva botiga Nintendo World Store a Nova York. Tota la botiga estava decorada amb elements relacionats amb el nou joc de Yoshi, especialment molts Yoshi Eggs de colors, i era possible per competir en diversos jocs, així com aspirar en premis exclusius. A l'àrea Crazy Daysees Coloring Station, els participants podrien pintar el Yoshi com volien mentre que a Big Beanie's Bean Bag Toss, qui encertés dos grans en els forats en un panell de Yoshi's New Island podria guanyar un segell especial; el joc de memòria Seesaw Card Scramble també recompensat guanyadors amb un segell. Posant un tap a la màquina Yoshi's Egg-celent Egg Drop, el participant podia guanyar un ou de color xocolata, que podria contenir un premi increïble a l'interior. A més, els aficionats poden comprar diversos productes de jocs temàtics, com ara camises, tasses i ninots de peluix Yoshi.
Nintendo of America va anunciar el 2 de juny l'esdeveniment itinerant gratuït "Play Nintendo Tour 2014", que passà, durant tres dies, per dotze ciutats als Estats Units, començant per Los Angeles el 6 de juny. Els nens de totes les edats poden gaudir de la Nintendo 2DS mentre gaudeixen d'un parc infantil temàtic. Diversos jocs poden ser jugats pels visitants, i alguns d'ells fins i tot venen amb àrees especialment decorades, com Donkey Kong Country Returns 3D, Mario Kart 7, Super Mario 3D Land i Yoshi's New Island. Els participants també tindran l'oportunitat de conèixer a personatges disfressats de Mario i Luigi, així com Donkey Kong i Kirby. A més, els corredors podran jugar a la zona Mario Kart, on es posaran les teves habilitats a prova en Mario Kart 7. Els guanyadors podran pujar a l'escenari principal i mostrar les seves habilitats en una pantalla gegant amb Mario Kart 8.
Un concurs japonès que involucra animacions fetes amb Flipnote Studio 3D començà el 20 d'agost i acabà el 30 amb la temàtica Yoshi's New Island.
El 4 de novembre de 2014 Nintendo of America van crear un vídeo mostrant un musical amb Tomodachi Life (3DS) parlant de jocs recomanats per a l'hivern com Captain Toad: Treasure Tracker (Wii U) o Yoshi's New Island (3DS) directament dels desenvolupadors.
Yoshi's New Island és un dels anuncis creats per Nintendo of America per promocionar els seus jocs durant el nadal.
El joc es va poder provar al Holiday Mall Experience, on s'hi va dur un estand amb demos a setze centres comercials dels Estats Units del 24 de novembre al 21 de desembre de 2014.
L'11 de març de 2016 el videojoc va rellançar-se amb un preu rebaixat sota la línia Nintendo Selects a Amèrica del Nord.

### Vendes
En la llista dels més venuts al Regne Unit, a data de 15 de març Yoshi's New Island va ser el més venut, igual que en l'enquesta de l'institut GFK del 22 de març. En les descàrregues de la Nintendo eShop de 3DS del 25 de març, Yoshi's New Island apareixia en 4a posició. Segons l'institut GFK, a data de 12 d'abril de 2014, el joc era el segon videojoc de Nintendo 3DS més venut al Regne Unit. Yoshi's New Island va ser el quart videojoc més venut en els de Nintendo 3DS al Regne Unit a data de 3 de maig de 2014, segons l'estudi GFK.
Al Regne Unit, del 3 al 10 de maig de 2014 va ser el setè videojoc més venut en la categoria de Nintendo 3DS, segons GFK.
Segons Media-Create, Yoshi's New Island ha venut 60.000 còpies al Japó, concretament 58.285, que representa més del 57% de l'estoc inicial que Nintendo va enviar a les botigues, convertint-se en el segon videojoc més venut de la setmana del 21 al 27 de juliol. Del 28 de juliol al 3 d'agost va vendre 33.192 unitats en la setmana, convertint-se en el segon més venut. Del 4 al 10 d'agost va vendre 22.752 la setmana, sent el cinquè de la llista. De l'11 al 17 va vendre 29.933 la setmana, el tercer a la llista. Va ser l'onzè de la llista del 25 al 31 d'agost venent 9.968 la setmana. Va ser el 19è del 22 al 29 de setembre venent-ne 4.342 i ja en duu.

### Premis i nominacions
GameTrailers ha triat Yoshi's New Island com a millor títol de Nintendo 3DS tenint aparició en l'Electronic Entertainment Expo del 2013, després de ser entre els nominats Mario & Luigi: Dream Team Bros. i The Legend of Zelda: A Link Between Worlds.